# 大久保巨川
大久保 巨川（おおくぼ きょせん、享保7年〈1722年〉-安永6年7月2日〈1777年8月4日〉）とは、江戸時代中期の俳人、浮世絵師、旗本。

## 来歴
江戸幕府の旗本、大久保忠躬の三男。名は忠舒（ただのぶ）。俗称は辰弥、後に甚四郎。巨川、菊簾舎、城西山人と号す。妻は斎藤次左衛門利武の娘。1600石取りの旗本の家に生まれ、牛込に住していた。兄2人が早世したことにより、宝暦2年（1752年）8月4日に家督を継ぎ、宝暦5年（1755年）5月11日、西丸御書院番となった。宝暦13年（1763年）5月16日御書院番を辞し、安永2年（1773年）11月29日に致仕して家督を養子の忠章に譲った。
また巨川は俳人の笠家左簾の社中であった。西川祐信を慕い、絵暦交換会の頭取として意匠や図柄を工夫し、鈴木春信に私製の絵暦や摺物の作画を依頼して描かせ、春信を錦絵創始期の第一人者に育て上げている。一説によると巨川が自ら意図する絵暦を作らせるために、西川祐信工房の第一人者である鈴木春信を江戸に招いたとされる。何れにしても、巨川は錦絵の誕生に多大な貢献をしている。その傍ら、自らも若干の肉筆美人画などを描いた。そのほか著書に宝暦8年（1758年）刊行の『世諺拾遺』や『百千鳥』がある。『世諺拾遺』には奥村政信、俵屋宗理、勝間龍水らとともに挿絵を描いている。また「王照君図」に見られるように、確かな筆致であることを勘案すれば、一流絵師であるといえる。人物の衣服の陰影、原色を避け、細い描線をもって人物像を描き出すなど個性的な画風である。安永6年（1777年）7月2日死去。享年56。法名は廓然。
以前は春信の「座敷八景」などの錦絵版画に「巨川」または「巨川工」と記されてあるのみで、詳しくは知られていなかった。この「工」というのは、絵暦の考案者を意味すると考えられる。

## 作品
- 「ろくろ首」　錦絵　ボストン美術館所蔵
- 「髪を上げる美人」　錦絵　ボストン美術館所蔵
- 「源頼光の酒呑童子退治」　錦絵　大英博物館所蔵
- 「洗い張り」小判 絵暦 明和2年 其友工
- 「美人の首」 中判 絵暦 明和2年
- 「寒山拾得図」 中判2枚組 絵暦 明和2年
- 「王照君図」 絹本着色 城西大学水田美術館所蔵
- 「手鏡を持つ美人図」 絹本着色
- 「月を見る美人図」　絹本着色
- 「象を操る美人図」　絹本着色